# Gilla
Gilla, передається як Гілла або Джилла (нар. 27 лютого 1950, Лінц) — популярна австрійська диско-співачка другої половини 1970-х років.

## Біографія
Гізела Вухінгер (сценічний псевдонім Gilla) народилася в австрійському місті Лінц. Вона росла у музичній сім'ї, всі члени якої вміли грати на якомусь інструменті. Гізела грала в ансамблі її батька Ніккі, відомого джазового трубача. Вже у дитинстві майбутня співачка навчилася грати на бас-гітарі, потім освоїла такі інструменти як тромбон та орган.
На початку 70-х Гізела разом з кількома музикантами створила групу під назвою 75 Music, яка раніше була відома під назвою Traffic. Через деякий час до групи приєднався співак і музикант Хельмут Рулофс (майбутній чоловік Гізели). Якось, під час виступу в ресторанчику на сході Франції, на них звернув увагу ще маловідомий німецький співак, композитор і продюсер Френк Фаріан. Френк вирішив укласти контракт із групою, оскільки голос Джилли (укорінена в деяких країнах «англомовна» транскрипція її сценічного імені) зачарував його. Він став просувати гурт на лейблі Hansa Records, з яким тісно співпрацював на той час. Першим синглом гурту стала кавер-версія відомої італійської пісні Kein Weg zu weit (італ. Nessuno Mai). Потім був наступний сингл з німецькомовним кавером відомого хіта Lady Marmalade. В оригінальній англомовній версії пісні йде розповідь про дівчину легкої поведінки, але у версії 75 Music пісня зазнала змін. Незважаючи на те, що тепер мова в ній йшла про дівчинку, яка воліє спати з іграшковим ведмежам, початкового сенсу пісня не втратила і була заборонена на багатьох радіостанціях. Саме це і спонукало інтерес до синглу. Тоді ж була помічена й сама Джілла — худенька дівчина з бас-гітарою, що має низький, трохи сиплий, але водночас приємний тембр голосу. Пісня стала хітом і Френк записує її нову англомовну версію з перекладом, виконаним його постійним співавтором — поетом Фредом Джеєм (англ. Fred Jay). Джей переклав англійську мову версію пісні про дівчинку з ведмежатком, і вона була випущена як сингл «Do You Want To Sleep With Me», який не був настільки успішний.
На той час Френк вже набирав свою майбутню команду, яка згодом візьме участь у записі більшості диско-груп кінця 70-х. До неї увійшли барабанщик Кейт Форсі (Keith Forsey), гітарист Нік Вудланд (англ. Nick Woodland), бас-гітарист Гері Унвін (англ. Gary Unwin) та інші. Згодом Фаріан розформував групу 75 music, залишивши в проєкті талановитих Хельмута Рулофса та Джиллу. Нова команда записала перший альбом «Willst du mit mir schlafen gehn»? у 1975 , хітом якого стала пісня «Tu'es». Крім різних кавер-версій пісень Кріса де Бурга, Глорії Гейнор та інших виконавців, до альбому увійшли речі, які згодом стануть хітами гурту Boney M.: Kein weg zu weit (Take The Heat Off Me) та Lieben und frei sein (Lovin' Or Leavin). Згодом Френк віддасть Boney M. деякі інші композиції Джилли. Перший альбом співачки виявився змішанням великої кількості різних музичних жанрів, таких як рок, фанк і диско, але це був успіх, і альбом непогано розкуповувався, якщо врахувати те, що всі пісні були німецькою мовою.
Наступний сингл Джилли вийшов улітку 1976 року. «Ich brenne» стала модною композицією в стилі диско і увійшла до німецької десятки популярності, а її англомовна версія «Help, help» здобула велику популярність у країнах Бенілюксу.
На початку 1977 року до виходу був готовий і другий альбом співачки Zieh mich aus. До нього увійшла написана Тото Кутуньо композиція Johnny — мабуть, найвідоміший на сьогоднішній день у країнах колишнього СРСР хіт Джилли, а також різні німецькомовні версії відомих хітів: бразильської боса-нови The Girl From Ipanema (нім. Machen wir's in liebe), Kiss And Say Goodbye (нім. Was vorbei ist, ist vorbei). Тепер продюсер уже репрезентує німецькі варіанти пісень Boney M. у виконанні Джилли. Це Sunny та Kein mann weit und breit англ. No Woman No Cry, кавер найвідомішої композиції Боба Марлі, і Belfast.
Для просування на міжнародний ринок Френк вирішує, що Джилла має записати повністю англомовний альбом. 1977 року виходить альбом Help! Help!, куди увійшли всі її кращі композиції, заспівані до цього німецькою, зокрема і Johnny. і хоча начебто все йшло вдало, альбом Help! Help! " не став надто популярним. Щоб виправити ситуацію, Фаріан перевидає альбом, додавши ще дві нові композиції — танцювальну Bend Me, Shape Me і ліричну The River Sings. Відповідно альбом отримав нову назву Bend Me, Shape Me. Ця версія LP продавалася краще за попередню, хоча Фаріан і керівництво HANSA, мабуть, розраховували на більше. Після випуску синглу Джилли Rasputin, Френк Фаріан передоручає продюсування Хельмуту Рулофсу, а сам зосереджується на своїх проектах-фаворитах Boney M. та Eruption. А Джилла в 1979 році вирушає на Міжнародний Музичний Фестиваль Yamaha в Токіо і доходить там до Півфіналу з піснею Take The Best Of Me.
Джилла і Рулофс в 1980 записують новий альбом, попередивши його випуском синглу We Gotta Get Out Of This Place. Альбом називався I Like Some Cool Rock'n'Roll, і його вже продюсував сам Рулофс, а Фаріан залишався в проєкті як продюсер, за яким, однак, було вирішальне слово. На альбомі були цікаві диско- композиції Go Down Main Street, Tom Cat, а також кілька композицій Рулофса, написаних у співавторстві з Фредом Джеєм, у тому числі і красива лірична Take Your Time. Що завадило цьому альбому стати бестселером, невідомо, але, мабуть, свою роль зіграло те, що у 1980 році стиль диско вже починав переживати не найкращі часи. Тим не менш, альбом став досить поширеним у країнах Європи (особливо Східної), а також Південно-Східній Азії, де євродиско було дуже популярно.
У тому ж році Джилла (під псевдонімом G. Winger) і Рулофс написали композицію «I See A Boat On The River», яка стала хітом Boney M. Спочатку Фаріан планував що її виконуватиме сама Джилла, проте в результаті було вирішено, що пісня більше підходить для карибського квартету. Це був правильний хід: «Boat On The River» продавалася мільйонними тиражами як окремий сингл (25 тижнів у чарті у ФРН і потрапляння в TOP 5) і як один з треків першої збірки Boney M. «The Magic Golden Hits».
Останній сингл із двома композиціями Gilla вийшов у 1981 році — Cigarillo / Friday On My Mind, який пройшов майже непоміченим. Після цього Гізела та Хельмут Рулофс створили проект Vanilla, випустивши під цією маркою кілька досить успішних синглів, що стали популярними в іспанії, італії та Франції.
Пізніше Gilla на довгий час покинула сцену, присвятивши себе клопотам. Її чоловік Гельмут досі активно співпрацює з Фаріаном, продюсуючи деякі його проекти та допомагаючи у студії як звукоінженер. Сама Джилла кілька разів з'являлася на німецькому телебаченні у 90-х.

## Дискографія
Альбоми
- Willst du mit mir schlafen gehn? (1975)
- Zieh mich aus (1976)
- Help Help (1977) — re-released як Bend Me, Shape Me (1978)
- Cool Rock'n Roll (1980)
- «Nur Das Beste» (2000)

Сингли
- «Mir ist kein Weg zu weit» / «Wilde Rosen» (1974)
- "Willst du mit mir schlafen gehn? "/«Atlantika» (1975)
- «До вас хотілося б скористатися з ним» / «My Decision» (1975)
- «Tu es» / «Worte» (1975)
- «Why Don't You Do It» / «A Baby of Love» (1975)
- «Ich brenne» / «Du bist nicht die erste Liebe» (1976)
- Help Help / First Love (1976)
- «Johnny» / «Der Strom der Zeit» (1976)
- «Zieh mich aus» / «Lieben und frei sein» (1977)
- «Gentlemen Callers not Allowed» / «Say Yes» (1977)
- «Bend Me, Shape Me» / «The River Sings» (1978)
- «Rasputin» (German Version) / «Laß mich gehen» (1978)
- «We Gotta Get Out of This Place» / «Take The Best of Me» (1979)
- «I Like Some Cool Rock'n Roll» / «Take Your Time» (1980)
- «Go Down Mainstreet» / «Discothek» (1980)
- «Tom Cat» / «The Summerwind» (1980)
- «Cigarillo» / «Friday on My Mind» (1981)